# Claude Flagel
Claude Flagel est un musicien français, vielleur contemporain, né le 1er juillet 1932 à Paris et mort à Bruxelles le 25 février 2020.

## Biographie
Il découvrit la danse et la musique traditionnelle à Paris, puis s'y perfectionna grâce à des Berrichons vivant à Paris.
En 1954, il accompagna la Compagnie Fanny Thibout lors de la Quinzaine liégeoise.
En 1958, il participa à la fondation de la « Fédération wallonne des groupes de danses populaires » (Dapo).
En 1964, il créa avec Lou, son épouse, le groupe Rondinella, très actif en Belgique et à l’étranger et impliqué dans les différentes éditions de l’Ommegang de Bruxelles.
Il travailla avec le ministère de la culture belge pour produire une série de 45 tours intitulée Danses autour du monde. Avec le Centre d’action culturelle de la communauté d’expression française (CACEF), en Belgique, il fonda avec Françoise Lempereur une série de LP intitulée Anthologie du Folklore Wallon. Claude Flagel aida aussi des musiciens hongrois à se produire ; on peut citer :  Vizönto, Hegedös, Bihari Janos Együttes.
Il a aussi collaboré avec Paul Rans (nl) du groupe Rum.
Il fonda le label Fonti musicali, sur lequel il a notamment produit Mamady Keïta, Ibrahima Sarr, Foofango, Mint Aichata, l'ensemble Tartit ou Momo Wandel Soumah.
En 2014, avec Florence Gétreau, il fut le commissaire de l'exposition Les Belles Vielleuses. La femme et la vielle à roue du XVIIIe siècle à nos jours présentée au château d’Ars, dans l’Indre
Il vivait à Bruxelles depuis 1954.

## Discographie
- Chansons populaires du XVe siècle. Chansons, ballades et folies au château d'Écaussinnes-Lalaing.avec Nicole Jacquemin
- Michel Corrette, La Belle Vielleuse. Avec l'ensemble Faux Bourdon